# Josephus Drehmanns

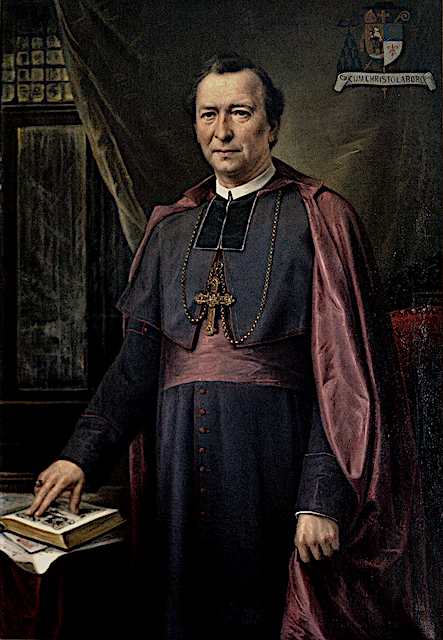
Porträt 1906

Josephus oder Joseph Hubertus Drehmanns (* 16. April 1843 in Roermond; † 5. August 1913 ebenda) war der 17. Bischof von Roermond.

## Leben
Drehmanns war der Sohn des Likörfabrikanten und von Wilhelmina Josepha Schröders, die beide aus dem Rheinland stammten. Von 1854 bis 1860 besuchte er die Lateinschule in Roermond. Nach weiteren Studien in Rolduc und am großen Priesterseminar in Roermond wurde er 1866 zum Priester geweiht. Drehmanns war 21 Jahre lang Lehrer am Bischöflichen Kolleg in Weert, schrieb dort Lehrbücher und erwarb sich den Ruf eines ausgezeichneten Latinisten. 1887 wurde er Professor für Exegese am großen Priesterseminar in Roermond. Er arbeitete an der Professorenbijbel mit. 1899 wurde Drehmanns zum Koadjutor und Nachfolger von Bischof Franciscus Boermans ernannt. Dieser starb 1900, worauf Drehmanns ihm nachfolgte. Als Bischof nahm er sich den Wahlspruch Cum Christo laboro („Ich arbeite mit Christus“). Zu Beginn seines Episkopats stand er in Konflikt zu Henri Poels, dem er einen Lehrstuhl am Priesterseminar in Roermond verweigerte. Nach der Rückkehr Poels’ aus den Vereinigten Staaten 1910, unterstützte Drehmanns ihn bei seinen Bemühungen, im Bistum bzw. in der Provinz Limburg die Armut zu bekämpfen. Seine Fastenbriefe gelten als sprachlich versiert und er selber als erster sozialer Bischof Roermonds (eerste sociale bisschop van Roermond), wobei seine soziale Tätigkeit v. a. auf den Einfluss von Henri Poels, Charles Ruijs de Beerenbrouck, W.H. Molens und anderen zurückzuführen ist.

## Wichtigste Werke
- Beknopte Hoogduitsche spraakkunst, ten gebruike bij het gewoon en uitgebreid lager onderwijs (Lüttich, 1874; 2e dr. ’s-Hertogenbosch, 1887)
- Volledige Hoogduitsche spraakkunst ten gebruike der gymnasiën en hoogere burgerscholen (Lüttich, c. 1875)
- Latijnsche grammatica voor alle klassen der Nederlandsche gymnasiën ('s-Hertogenbosch, 1878)
- De boeken der Machabeën, in: De Heilige Boeken van het Oude Verbond ('s-Hertogenbosch, 1894) VII, 243-457
- Het boek der psalmen, ibidem, (1895) IV, 9-412
- De vasten-mandementen en andere publicaties (Leiden, 1913).